# A Brasileira (Braga)
Pour les articles homonymes, voir A Brasileira.
A Brasileira est un café historique de la ville de Braga, au Portugal. Inauguré le 17 mars 1907 par Adrian Teles qui avait ouvert le premier à Porto en 1903.
Ce café a été rénové en 2004 en maintenant l’aspect d’origine.